# Marc Platt (produttore)
Marc E. Platt (Pikesville, 14 aprile 1957) è un produttore cinematografico, produttore teatrale, produttore televisivo e avvocato statunitense.

## Biografia
Platt è nato e cresciuto a Pikesville, nel Maryland, da genitori ebreo-americani. Si laurea all'Università della Pennsylvania nel 1979 e studia legge alla Università di New York, cominciando una carriera come avvocato del settore dell'intrattenimento. Dopo aver gestito la produzione per diversi studios come Orion, TriStar ed Universal, nel 2001 Platt fonda la propria casa di produzione chiamata Marc Platt Productions. Platt è anche il produttore del popolare musical di Broadway Wicked e del revival del 2008 del musical Pal Joey. I film da lui prodotti Il ponte delle spie e La La Land sono stati entrambi candidati all'Oscar al miglior film.

## Vita privata
Platt vive Los Angeles con la moglie, Julie Beren, anch'essa un ex-laureanda dell'Università della Pennsylvania. I due hanno finanziato la costruzione all'interno del campus di uno spazio per lanciare i giovani che vogliono cimentarsi nel teatro.
Suo figlio Ben è un attore di cinema e di teatro.

## Filmografia

### Produttore

#### Cinema
- La rivincita delle bionde (Legally Blonde), regia di Robert Luketic (2001)
- Josie and the Pussycats, regia di Harry Elfont e Deborah Kaplan (2001)
- Honey, regia di Bille Woodruf (2003)
- Una bionda in carriera (Legally Blonde 2: Red, White & Blonde), regia di Charles Herman-Wurmfeld (2003)
- The Perfect Man, regia di Mark Rosman (2005)
- Il risveglio delle tenebre (The Seeker), regia di David L. Cunningham (2007)
- Rachel sta per sposarsi (Rachel Getting Married), regia di Jonathan Demme (2008)
- Wanted - Scegli il tuo destino (Wanted), regia di Timur Bekmambetov (2008)
- Nine, regia di Rob Marshall (2009)
- L'amore e altri luoghi impossibili (The Other Woman), regia di Don Roos (2009)
- Ufficialmente bionde (Legally Blondes), regia di Savage Steve Holland (2009)
- Poliziotti fuori - Due sbirri a piede libero (Cop Out), regia di Kevin Smith (2010)
- Scott Pilgrim vs. the World, regia di Edgar Wright (2010)
- Segui il tuo cuore (Charlie St. Cloud), regia di Burr Steers (2010)
- Drive, regia di Nicolas Winding Refn (2011)
- Honey 2 - Lotta ad ogni passo (Honey 2), regia di Bille Woodruf (2011) - produttore esecutivo
- Evidence, regia di Olatunde Osusanmi (2013)
- Cani sciolti (2 Guns), regia di Baltasar Kormákur (2013)
- Song One, regia di Kate Barker-Froyland (2014)
- Storia d'inverno (Winter’s Tale), regia di Akiva Goldsman (2014)
- Lost River, regia di Ryan Gosling (2014)
- Mockingbird - In diretta dall'inferno (Mockingbird), regia di Bryan Bertino (2014)
- Into the Woods, regia di Rob Marshall (2014)
- Dove eravamo rimasti (Ricki and the Flash), regia di Jonathan Demme (2015)
- Il ponte delle spie (Bridge of Spies), regia di Steven Spielberg (2015)
- La La Land, regia di Damien Chazelle (2016)
- La ragazza del treno (The Girl on the Train), regia di Tate Taylor (2016)
- Billy Lynn - Un giorno da eroe (Billy Lynn’s Long Halftime Walk), regia di Ang Lee (2016)
- Pitch Perfect 3, regia di Trish Sie (2017)
- Il ritorno di Mary Poppins (Mary Poppins Returns), regia di Rob Marshall (2018)
- Aladdin, regia di Guy Ritchie (2019) - produttore esecutivo
- Il processo ai Chicago 7 (The Trial of the Chicago 7), regia di Aaron Sorkin (2020)
- Crudelia (Cruella), regia di Craig Gillespie (2021)
- Thunder Force, regia di Ben Falcone (2021)
- Caro Evan Hansen (Dear Evan Hansen), regia di Stephen Chbosky (2021)
- Babylon, regia di Damien Chazelle (2022)
- La sirenetta (The Little Mermaid), regia di Rob Marshall (2023)
- Wicked, regia di Jon M. Chu (2024)
- Biancaneve (Snow White), regia di Marc Webb (2025)
- Dragon Trainer (How to Train Your Dragon), regia di Dean DeBlois (2025)
- Wicked - Parte 2 (Wicked: For Good), regia di Jon M. Chu (2025)

#### Televisione
- MDs - serie TV, 10 episodi (2002-2003)
- Empire Falls - Le cascate del cuore (Empire Falls) - miniserie TV, 2 episodi (2005)
- 11 settembre - Tragedia annunciata (The Path to 9/11) - miniserie TV, 2 episodi (2006)

### Produttore
- Un ragazzo adorabile (Campus Man), regia di Ron Casden (1987) – produttore esecutivo
- Honey 3 - Il coraggio di ballare (Honey 3: Dare to Dance), regia di Bille Woodruf (2016) – produttore esecutivo
- Scott Pilgrim - La serie (Scott Pilgrim Takes Off) - serie animata (2023) – produttore esecutivo

## Teatro

### Produttore
- Total Abandon di Jerry Atlas, regia di Jack Hofsiss, con Richard Dreyfuss, John Heard e Clifton James. Booth Theatre di New York (1983)
- Wicked di Winnie Holtzman, regia di Joe Mantello, scene di Eugene Lee, musiche di Stephen Shwartz. Broadway theatre di New York (2003-in corso)
- Three Days of Rain di Richard Greenberg, regia di Joe Mantello. Bernard B. Jacobs Theatre di New York (2006)
- Pal Joey di John O'Hara, regia di Joe Mantello, con Stockard Channing, Martha Plimpton e Matthew Risch. Studio 54 di New York (2008-2009)
- If/Then di Brian Yorkey, regia di Michael Grief. Richard Rodgers theatre di New York. (2014-2015)
- Oh, Hello on Broadway di e con Nick Kroll e John Mulaney, regia di Alex Timbers. Lyceum Theatre di New York (2016-2017)